# Ланг, Фридрих
Фридрих Ланг (нем. Friedrich Lang; 12 января 1915, Мериш-Трюбау — 29 декабря 2003, Ганновер) — немецкий военный лётчик-ас во времена Третьего рейха. Один из самых известных и самых результативных немецких боевых лётчиков пикирующего бомбардировщика Ju 87 «Штука». В составе люфтваффе сражался от первого до последнего дня Второй мировой войны, совершил 1008 боевых вылетов, ни разу не был сбит, никогда не совершал аварийную посадку и не оставлял своего самолёта в случае его поражения противником. Майор (1943) люфтваффе. Кавалер Рыцарского креста Железного креста с дубовыми листьями и мечами (1944).
После создания бундесвера — продолжил службу в рядах военно-воздушных сил Западной Германии, где прошёл путь до оберста Люфтваффе бундесвера.